# TV Globo
TV Globo (stiliseret tvglobo, og frem til 2021 kendt som Rede Globo) er en brasiliansk tv-station, grundlagt af journalist Roberto Marinho den 26. april 1965. Globo er den største kommercielle tv-station i hele Latinamerika og den tredjestørste i verden. Deres hovedkvarter ligger i byerne Rio de Janeiro og São Paulo.

## International Distribution
Globo TV Internacional er Globos internationale tv-netværk, der driver satellit-tv-kanaler rundt om i hele verden, og driver kanalerne TV Globo, GNT, Globo News, Canal Viva, Canal Futura og SporTV til brasilianere og andre portugisisk-talende personer. Globo Internacional kan ses i hele verden på nær Australien og New Zealand, hvor transmissionen stoppede i 2012.
TV Globo Portugal, også kaldet Globo Now er Globos premium-netværk i Portugal med hovedsæde i Lissabon, og driver 3 kanaler: Globo, PFC og Globo Europa. På grund af rettigheder, vises ikke alle programmer produceret af Globo på dette netværk - En anden portugisisk tv-kanal, SIC, har førstegangsrettighederne til for eksempel flere af Globos telenovelaer.[kilde mangler]